# Farah Khan
Farah Khan Kunder (Bombay, 9 januari 1965, née Farah Khan), is een Indiase filmregisseur, filmproducent, actrice, danser en choreograaf die vooral bekend is vanwege haar choreografische danswerk in talloze Bollywoodfilms. Ze choreografeerde dansroutines voor meer dan honderd nummers in meer dan 80 Hindi-films, waarbij ze zes Filmfare Awards voor beste choreografie en de National Film Award voor beste choreografie won. Daarnaast werkte ze aan Tamil-films en ook aan internationale projecten, zoals Marigold: An Adventure in India, Monsoon Wedding, Bombay Dreams en de Chinese films Perhaps Love en Kung Fu Yoga. Voor haar werk in Bombay Dreams werd ze genomineerd voor een Tony Award, en voor Perhaps love sleepte ze een Golden Horse Award-nominatie voor Best Action Choreography in de wacht. Sinds 2014 is Khan ook filmregisseur, met nominaties voor de Filmfare Best Director Award voor haar regiedebuut Main Hoon Na (2004) en haar tweede film Om Shanti Om (2007).

## Familie
Farah Khan werd geboren in Mumbai, Maharashtra, als dochter van voormalig acteur Kamran Khan en zijn vrouw Menaka Khan (née Irani). Farahs moeder is de zus van voormalig kindacteurs Honey Irani en Daisy Irani. Farah is dus de nicht van filmpersoonlijkheden Farhan Akhtar en Zoya Akhtar (kinderen van Honey Irani). Ze heeft een broer, Sajid Khan, die een komiek, acteur en filmregisseur is. Farah Khan trouwde op 9 december 2004 met Shirish Kunder, de monteur van haar film Main Hoon Na. Ze werkten sindsdien samen aan elkaars films, zoals Jaan-E-Mann, Om Shanti Om en Tees Maar Khan. Khan kreeg in 2008 een drieling; een zoon en twee dochters.

## Filmografie

### Filmmaker
| Jaar | Titel                           | Acteur | Regisseur | Producer | Scriptschrijver | Choreograaf | Rol |
| ---- | ------------------------------- | ------ | --------- | -------- | --------------- | ----------- | --- |
| 1998 | Kuch Kuch Hota Hai              | Ja     |           |          |                 | Ja          | Vrouw in de Neelam show / Studente die Anjali uitlacht |
| 2003 | Kal Ho Naa Ho                   | Ja     |           |          |                 | Ja          | Een van de klanten die na de renovatie naar het restaurant komt |
| 2004 | Main Hoon Na                    | Ja     | Ja        |          | Ja              | Ja          | Zichzelf (special appearance in het lied "Yeh Fizaein" tijdens de aftiteling) Genomineerd voor Filmfare Best Director Award                                                |
| 2007 | Om Shanti Om                    | Ja     | Ja        |          | Ja              | Ja          | De persoon aan wie Om Prakash vraagt of ze de regisseur van de film is / Zichzelf (special appearance tijdens de aftiteling) Genomineerd voor Filmfare Best Director Award |
| 2010 | Jaane Kahan Se Aayi Hai         | Ja     |           |          |                 |             | Zichzelf |
| 2010 | Tees Maar Khan                  |        | Ja        |          | Ja              | Ja          | Filmfare Award for Best Choreography voor het lied "Sheila Ki Jawani" |
| 2010 | Khichdi: The Movie              | Ja     |           |          |                 |             | Zichzelf (cameo) |
| 2012 | Joker                           | Ja     |           | Ja       |                 |             | Zichzelf (special appearance) |
| 2012 | Shirin Farhad Ki Toh Nikal Padi | Ja     |           |          |                 |             | Shirin Fugawala (hoofdrol) |
| 2012 | Student of the Year             | Ja     |           |          |                 | Ja          | Cameo in "Disco Song" als jurylid. Choreografeerde "Ishq Wala Love" en "Radha"                                                                                             |
| 2014 | Happy New Year                  | Ja     | Ja        |          | Ja              | Ja          | Cameo in de aftiteling |
| 2016 | Devi                            | Ja     |           |          |                 |             | Zichzelf (guest appearance) |
| 2020 | Mrs. Serial Killer              |        |           | Ja       |                 |             | |

### Choreografie
| Year | Films                                    | Opmerkingen |
| ---- | ---------------------------------------- | --- |
| 1992 | Jo Jeeta Wohi Sikandar                   | |
| 1992 | Angaar                                   | |
| 1993 | Kabhi Haan Kabhi Naa                     | |
| 1993 | Waqt Hamara Hai                          | |
| 1993 | Pehla Nasha                              | |
| 1993 | Chandra Mukhi                            | |
| 1993 | 1942: A Love Story                       | |
| 1994 | Aatish: Feel the Fire                    | |
| 1995 | Zamaana Deewana                          | |
| 1995 | Oh Darling! Yeh Hai India                | |
| 1995 | Aazmayish                                | |
| 1995 | Takkar                                   | |
| 1995 | Sisindri                                 | |
| 1995 | Hum Dono                                 | |
| 1995 | Barsaat                                  | |
| 1995 | Dilwale Dulhania Le Jayenge              | |
| 1995 | Ram Shastra                              | |
| 1996 | English Babu Desi Mem                    | |
| 1997 | Virasat                                  | Filmfare Award for Best Choreography voor het lied "Dhol Bajne Laga"                                                        |
| 1997 | Border                                   | |
| 1997 | Iruvar                                   | |
| 1997 | Yeshwant                                 | |
| 1997 | Dil To Pagal Hai                         | |
| 1998 | Keemat: They Are Back                    | |
| 1998 | Duplicate                                | |
| 1998 | Jab Pyaar Kisise Hota Hai                | |
| 1998 | Angaaray                                 | |
| 1998 | Dil Se..                                 | Filmfare Award for Best Choreography voor het lied "Chaiyya Chaiyya"                                                        |
| 1998 | Kuch Kuch Hota Hai                       | |
| 1998 | Jhooth Bole Kauwa Kaate                  | |
| 1998 | Minsara Kanavu                           | |
| 1999 | Sirf Tum                                 | |
| 1999 | Laawaris                                 | |
| 1999 | Silsila Hai Pyar Ka                      | |
| 1999 | Sarfarosh                                | |
| 1999 | Hote Hote Pyar Ho Gaya                   | |
| 1999 | Baadshah                                 | |
| 1999 | Mast                                     | |
| 2000 | Alaipayuthey                             | Tamil film |
| 2000 | Mela                                     | |
| 2000 | Kaho Naa... Pyaar Hai                    | Filmfare Award for Best Choreography voor het lied "Ek Pal Ka Jeena"                                                        |
| 2000 | Phir Bhi Dil Hai Hindustani              | |
| 2000 | Pukar                                    | |
| 2000 | Hum To Mohabbat Karega                   | |
| 2000 | Josh                                     | |
| 2000 | Har Dil Jo Pyar Karega                   | |
| 2000 | Fiza                                     | |
| 2001 | Dil Chahta Hai                           | Filmfare Award for Best Choreography voor het lied "Woh Ladki Hai Kahan"                                                    |
| 2001 | Monsoon Wedding                          | |
| 2001 | Asoka                                    | |
| 2001 | Kabhi Khushi Kabhie Gham...              | |
| 2001 | One 2 Ka 4                               | |
| 2002 | Hum Tumhare Hain Sanam                   | |
| 2002 | Maine Dil Tujhko Diya                    | |
| 2002 | Shakti : The Power                       | |
| 2002 | Kya Yehi Pyaar Hai                       | |
| 2002 | Tumko Na Bhool Paayenge                  | |
| 2002 | Yeh Dil Aashiqanaa                       | |
| 2002 | Koi Mere Dil Se Poochhe                  | |
| 2002 | Santosham                                | |
| 2002 | Bombay Dreams                            | Genomineerd: Tony Award for Best Choreography                                                                               |
| 2003 | Confidence                               | |
| 2003 | Armaan                                   | |
| 2003 | Supari                                   | |
| 2003 | Koi... Mil Gaya                          | Filmfare Award for Best Choreography voor het lied "Idhar Chala Main Udhar Chala" National Film Award for Best Choreography |
| 2003 | Wonderland                               | |
| 2003 | Kal Ho Naa Ho                            | |
| 2003 | Chalte Chalte                            | |
| 2004 | Main Hoon Na                             | |
| 2004 | Mujhse Shaadi Karogi                     | |
| 2004 | Vanity Fair                              | |
| 2005 | Kaal                                     | |
| 2005 | Paheli                                   | |
| 2005 | Perhaps Love                             | Golden Horse Award for Best Action Choreography                                                                             |
| 2005 | Bluffmaster                              | |
| 2005 | Maine Pyaar Kyun Kiya                    | |
| 2006 | Krrish                                   | |
| 2006 | Yun Hota Toh Kya Hota                    | |
| 2006 | Kabhi Alvida Naa Kehna                   | |
| 2006 | Baabul                                   | |
| 2006 | Jaan-E-Mann: Let's Fall in Love... Again | |
| 2006 | Don - The Chase Begins Again             | |
| 2006 | Zindaggi Rocks                           | |
| 2006 | Heyy Babyy                               | |
| 2007 | Marigold: An Adventure in India          | |
| 2007 | Om Shanti Om                             | |
| 2007 | My Name Is Anthony Gonsalves             | |
| 2007 | Welcome                                  | |
| 2008 | Dostana                                  | |
| 2009 | Billu                                    | |
| 2009 | Main Aur Mrs Khanna                      | |
| 2009 | Blue                                     | |
| 2010 | My Name Is Khan                          | |
| 2010 | Dabangg                                  | Lied "Munni Badnaam Hui" |
| 2010 | Tees Maar Khan                           | Filmfare Award for Best Choreography voor het lied "Sheila Ki Jawani"                                                       |
| 2011 | Delhi Belly                              | Lied "Jaa Chudail" |
| 2012 | Housefull 2                              | Lied "Anarkali Disco Chali"                                                                                                 |
| 2012 | Nanban                                   | Tamil film; Lied "Irukaanaa"                                                                                                |
| 2012 | Student of the Year                      | Liedjes "Ishq Wala Love" en "Radha"                                                                                         |
| 2012 | Dabangg 2                                | Lied "Fevicol Se" |
| 2013 | Yeh Jawaani Hai Deewani                  | Lied "Ghagra" |
| 2013 | Chennai Express                          | Lied "Titli" |
| 2013 | Himmatwala (2013 film)                   | |
| 2014 | Happy New Year                           | |
| 2015 | Dilwale                                  | Lied "Gerua" |
| 2017 | Kung Fu Yoga                             | [ 7 ] |
| 2018 | Dhadak                                   | Lied "Zingaat" |
| 2018 | Veere Di Wedding                         | |
| 2019 | Housefull 4                              | |
| 2019 | Student of the Year 2                    | lied "The Hook Up Song" |
| 2020 | Dil Bechara                              | "Filmfare for best choreography voor "Title Track"                                                                          |
| 2021 | 99 Songs                                 | |

- Bibliothèque nationale de France: cb14632179d (data)
- Gemeinsame Normdatei: 130323977
- International Standard Name Identifier: 0000 0000 7844 5190
- Library of Congress Control Number: nr2004024625
- MusicBrainz: c78f0562-f373-4d58-a29f-e9d1c9071cbc
- Nationale Bibliotheek van Israël: 987007402048605171
- Nationale Bibliotheek van Polen: a0000002759922
- Système universitaire de documentation: 103803327
- Virtual International Authority File: 50331451
- WorldCat: E39PBJvmQKkKVTDXgRgfbyjDMP